# Nixon Carcelén
Nixon Aníbal Carcelén (27 september 1969) is een voormalig profvoetballer uit Ecuador, die speelde als middenvelder gedurende zijn carrière.

## Clubcarrière
Carcelén speelde zijn gehele carrière in zijn vaderland Ecuador en kwam onder meer uit voor Deportivo Quito en Barcelona SC. Hij beëindigde zijn actieve loopbaan in 2004 bij LDU Quito. Met die club werd hij drie keer Ecuadoraans landskampioen.

## Interlandcarrière
Carcelén speelde veertig interlands voor Ecuador, en scoorde eenmaal voor de nationale ploeg. Hij maakte zijn debuut op 5 juni 1991 in de vriendschappelijke uitwedstrijd tegen Peru (0-1) in Lima, net als doelman Erwin Ramírez, Robert Burbano, Ivo Ron, José Guerrero, Juan Guamán, Ángel Fernández en Juan Carlos Garay.
Zijn eerste en enige interlandtreffer maakte hij op 25 juni 1991 in de vriendschappelijke thuiswedstrijd tegen Peru (2-2) in Guayaquil. Carcelén nam met Ecuador deel aan drie opeenvolgende edities van de strijd om de Copa América (1991, 1993 en 1995). Zijn veertigste en laatste interland speelde hij op 10 februari 1999 in de vriendschappelijke uitwedstrijd tegen Peru (2-1-overwinning) in Lima.
| Interlands van Nixon Carcelén voor Ecuador | Interlands van Nixon Carcelén voor Ecuador | Interlands van Nixon Carcelén voor Ecuador | Interlands van Nixon Carcelén voor Ecuador | Interlands van Nixon Carcelén voor Ecuador | Interlands van Nixon Carcelén voor Ecuador |
| №                                          | Datum                                      | Wedstrijd                                  | Uitslag                                    | Competitie                                 | Goals                                      |
| Als speler van Deportivo Quito             | Als speler van Deportivo Quito             | Als speler van Deportivo Quito             | Als speler van Deportivo Quito             | Als speler van Deportivo Quito             | Als speler van Deportivo Quito             |
| ------------------------------------------ | ------------------------------------------ | ------------------------------------------ | ------------------------------------------ | ------------------------------------------ | ------------------------------------------ |
| 1                                          | 5 juni 1991                                | Peru – Ecuador                             | 0 – 1                                      | Oefeninterland                             |                                            |
| 2                                          | 19 juni 1991                               | Ecuador – Chili                            | 2 – 1                                      | Oefeninterland                             |                                            |
| 3                                          | 25 juni 1991                               | Ecuador – Peru                             | 2 – 2                                      | Oefeninterland                             | ??'                                        |
| 4                                          | 30 juni 1991                               | Chili – Ecuador                            | 3 – 1                                      | Oefeninterland                             |                                            |
| 5                                          | 7 juli 1991                                | Colombia – Ecuador                         | 1 – 0                                      | Copa América                               |                                            |
| 6                                          | 9 juli 1991                                | Uruguay – Ecuador                          | 1 – 1                                      | Copa América                               |                                            |
| 7                                          | 13 juli 1991                               | Ecuador – Bolivia                          | 4 – 0                                      | Copa América                               |                                            |
| 8                                          | 15 juli 1991                               | Brazilië – Ecuador                         | 3 – 2                                      | Copa América                               |                                            |
| 9                                          | 24 mei 1992                                | Guatemala – Ecuador                        | 1 – 1                                      | Oefeninterland                             |                                            |
| 10                                         | 27 mei 1992                                | Costa Rica – Ecuador                       | 2 – 1                                      | Oefeninterland                             |                                            |
| 11                                         | 4 juli 1992                                | Uruguay – Ecuador                          | 3 – 1                                      | Oefeninterland                             |                                            |
| 12                                         | 6 augustus 1992                            | Ecuador – Costa Rica                       | 1 – 1                                      | Oefeninterland                             |                                            |
| 13                                         | 24 november 1992                           | Peru – Ecuador                             | 1 – 1                                      | Oefeninterland                             |                                            |
| 14                                         | 27 januari 1993                            | Ecuador – Wit-Rusland                      | 1 – 1                                      | Oefeninterland                             |                                            |
| 15                                         | 31 januari 1993                            | Ecuador – Roemenië                         | 3 – 0                                      | Oefeninterland                             |                                            |
| 16                                         | 30 mei 1993                                | Ecuador – Peru                             | 1 – 0                                      | Oefeninterland                             |                                            |
| 17                                         | 9 juni 1993                                | Ecuador – Chili                            | 1 – 2                                      | Oefeninterland                             |                                            |
| 18                                         | 15 juni 1993                               | Ecuador – Venezuela                        | 6 – 1                                      | Copa América                               |                                            |
| 19                                         | 19 juni 1993                               | Ecuador – Verenigde Staten                 | 2 – 0                                      | Copa América                               |                                            |
| 20                                         | 22 juni 1993                               | Ecuador – Uruguay                          | 2 – 1                                      | Copa América                               |                                            |
| 21                                         | 26 juni 1993                               | Ecuador – Paraguay                         | 3 – 0                                      | Copa América                               |                                            |
| 22                                         | 30 juni 1993                               | Ecuador – Mexico                           | 0 – 2                                      | Copa América                               |                                            |
| 23                                         | 3 juli 1993                                | Ecuador – Colombia                         | 0 – 1                                      | Copa América                               |                                            |
| 24                                         | 18 juli 1993                               | Ecuador – Brazilië                         | 0 – 0                                      | WK-kwalificatie                            |                                            |
| 25                                         | 1 augustus 1993                            | Uruguay – Ecuador                          | 0 – 0                                      | WK-kwalificatie                            |                                            |
| 26                                         | 8 augustus 1993                            | Ecuador – Venezuela                        | 5 – 0                                      | WK-kwalificatie                            |                                            |
| 27                                         | 15 augustus 1993                           | Bolivia – Ecuador                          | 1 – 0                                      | WK-kwalificatie                            |                                            |
| 28                                         | 22 augustus 1993                           | Brazilië – Ecuador                         | 2 – 0                                      | WK-kwalificatie                            |                                            |
| 29                                         | 5 september 1993                           | Ecuador – Uruguay                          | 0 – 1                                      | WK-kwalificatie                            |                                            |
| 30                                         | 12 september 1993                          | Venezuela – Ecuador                        | 2 – 1                                      | WK-kwalificatie                            |                                            |
| 31                                         | 19 september 1993                          | Ecuador – Bolivia                          | 1 – 1                                      | WK-kwalificatie                            |                                            |
| 32                                         | 25 mei 1994                                | Ecuador – Argentinië                       | 1 – 0                                      | Oefeninterland                             |                                            |
| 33                                         | 24 mei 1995                                | Schotland – Ecuador                        | 2 – 1                                      | Kirin Cup                                  |                                            |
| 34                                         | 28 mei 1995                                | Japan – Ecuador                            | 3 – 0                                      | Kirin Cup                                  |                                            |
| 35                                         | 4 juni 1995                                | Ecuador – Zambia                           | 4 – 1                                      | Korea Cup                                  |                                            |
| 36                                         | 10 juni 1995                               | Ecuador – Costa Rica                       | 2 – 1                                      | Oefeninterland                             |                                            |
| 37                                         | 12 juni 1995                               | Ecuador – Zambia                           | 1 – 0                                      | Korea Cup                                  |                                            |
| 38                                         | 3 juli 1995                                | Paraguay – Ecuador                         | 1 – 0                                      | Oefeninterland                             |                                            |
| 39                                         | 13 juli 1995                               | Peru – Ecuador                             | 1 – 2                                      | Copa América                               |                                            |
| Als speler van LDU Quito                   |                                            |                                            |                                            |                                            |                                            |
| 40                                         | 10 februari 1999                           | Peru – Ecuador                             | 1 – 2                                      | Oefeninterland                             |                                            |

## Erelijst
LDU Quito
- Campeonato Ecuatoriano

1998, 1999, 2003